# Thaddäus Robl

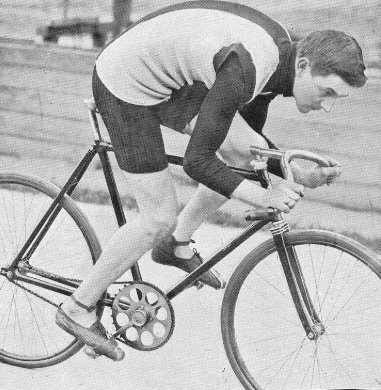
Thaddäus Robl en 1902.

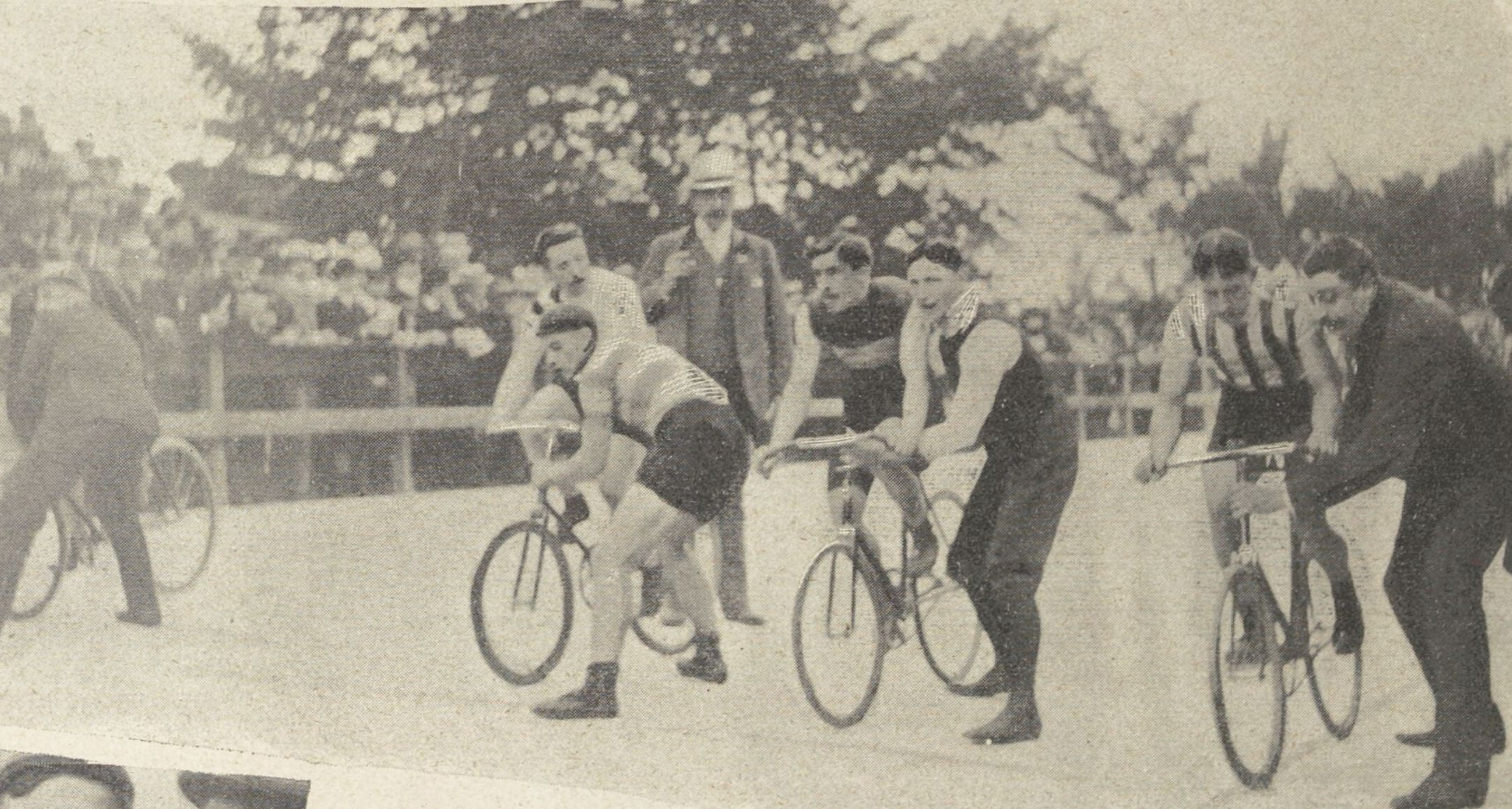
Le départ du championnat du monde de demi-fond professionnel au vélodrome d'Ordrup de Copenhague en 1903. De gauche à droite : Thaddäus Robl, Alfred Görnemann et Piet Dickentman.

Thaddäus Robl (né le 22 octobre 1877 à Ohlstadt et mort le 18 juin 1910 à Stettin) est un coureur cycliste allemand. Spécialise en demi-fond, il est notamment champion du monde de cette discipline en 1901 et 1902, cinq fois champion d'Europe.
Après avoir mis fin à sa carrière cycliste, il passionne pour l'aviation. Lors d'une exhibition  à Stettin (à l'époque dans l'Empire allemand, aujourd'hui Szczecin en Pologne), il fait une chute de 75 mètres. Il est le premier pilote civil mort sur le sol allemand. En 1947, une rue de Munich reçoit son nom.

## Palmarès

### Championnats du monde
- Berlin 1901
  -  Champion du monde de demi-fond
- Rome 1902
  -  Champion du monde de demi-fond
- Copenhague 1903
  -  Médaillé d'argent du demi-fond[1].

### Championnats d'Europe
- 1901
  - Champion d'Europe de demi-fond
- 1902
  - Champion d'Europe de demi-fond
- 1903
  - Champion d'Europe de demi-fond
- 1904
  - Champion d'Europe de demi-fond
- 1905
  - 2e du championnat d'Europe de demi-fond
- 1906
  - 3e du championnat d'Europe de demi-fond
- 1907
  - Champion d'Europe de demi-fond
- 1909
  - 3e du championnat d'Europe de demi-fond

### Championnats nationaux
- Champion d'Allemagne de demi-fond en 1907 et 1908

### Autres résultats notables
- Courses professionnelles des Jeux olympiques de Paris 1900[2]
  - Vainqueur du 50 km
  - 2e des 24 heures
- Roue d'Or de Berlin (1902, 1903, 1904, et 1906)